# Taranta Project
Taranta Project è un album del pianista italiano Ludovico Einaudi, pubblicato nel 2015 dall'etichetta discografica Ponderosa Music & Art. L'ispirazione di questo album nasce dall'esperienza avuta durante la Notte della Taranta di Melpignano. Il disco vede la partecipazione straordinaria di Ballaké Sissoko, Rokia Traoré, Vincent Segal, Justin Adams, Tinariwen, Robert Plant, Juldeh Camara, Antonio Castrignanò e Mercan Dede.

## Tracce
1. Introductio ad regnum Tarantulae – 4:18
2. Taranta – 4:20
3. Fimmene – 4:15
4. Nazzu nazzu – 5:33
5. Choros – 5:47
6. Core meu – 5:33
7. Tonio Yima - Rirollala – 3:59
8. Mamma la rondinella – 4:17
9. Preludio - Narr I-Seher – 10:01
10. Ferma Zitella – 4:05
11. Santu Paulu - Finale – 6:05
12. Nuvole bianche – 5:39
13. Donna ci stai alle cambare – 3:22

Durata totale: 67:14